# Titiriteros de Binéfar
Titiriteros de Binéfar es un grupo de teatro de títeres y animación procedente de la localidad de Binéfar, en la provincia de Huesca. Fue fundado por Pilar Amorós y Paco Paricio en 1978.
En sus más de cuarenta años de vida, la compañía ha representado sus obras por países de los cinco continentes, a veces en lugares tan variopintos como pueden ser el Museo Guggenheim de Nueva York, las favelas de São Paulo, el festival de Cannes o varias cárceles y psiquiátricos de las provincias de Lérida, Zaragoza y Huesca.
Sus espectáculos, dirigidos tanto a niños como a adultos, beben directamente de fuentes tradicionales, así como de la historia y el folclore aragoneses. Dependiendo de las necesidades de cada montaje, sus miembros han recibido las aportaciones de otros integrantes del mundo de la música (Ángel Vergara, La Ronda de Boltaña, La Orquestina del Fabirol, Mª José Hernández, Joaquín Pardinilla ...) o de las artes plásticas.
Además de sus montajes teatrales, la compañía Titiriteros de Binéfar es responsable de la publicación de varios libros y discos, y desde 2005 cuenta con un teatro estable en el pequeño pueblo de Abizanda, La Casa de Los Títeres, donde también hay un teatro al aire libre y se exhibe una colección permanente de marionetas y títeres de todo el mundo.
La compañía ejerce como directora artística del Festival Imaginaria, Festival de Títeres e Imágenes en movimiento que se celebra en Binéfar, población que ha bautizado con su nombre el teatro municipal y que en el año 2021 estrenó dos cabezudos con los rostros de Paco y Pilar.

## Espectáculos
En su larga trayectoria, los Titiriteros de Binéfar han creado una treintena larga de espectáculos en los que la música en directo es una constante y que pueden dividirse en dos categorías. Por un lado están los protagonizados por títeres y marionetas, en muchas ocasiones acompañados por actores: Antón Retaco, La fábula de la Raposa, Dragoncio, El bandido Cucaracha, Retablo de Navidad, El hombre cigüeña, En la boca del lobo, Maricastaña, No nos moverán, Cómicos de la lengua, El gigante tragabolas… A esta categoría pertenece el primero de sus montajes: La oca que habla.
Por otra parte, desarrollan una serie de espectáculos de animación y pasacalles que cuentan con el público como principal protagonista: Jolgorio del bueno, Babios, Jauja, ¡Que llueva, que llueva!, Aquí te espero, Juerga…

## Discografía
- Juerga S.A. (1996) y su versión bilingüe, Family Fiesta, editada en California (EE. UU.) en colaboración con el grupo Magical Moonshine Theatre;
- A tapar la calle (1999)
- Vamos a contar mentiras (2000)
- Animaladas (2002)
- ¡Aquí te espero! (2004)
- Carnaval (2007)
- Es un pañuelo (2009)
- Jauja (2018). Libro-disco recopilatorio de sus cuarenta años de actividad.

## Publicaciones
- Títeres y titiriteros, el lenguaje de los títeres (2000), editado por Ediciones Mira
- Títeres y demás parientes (2006), editado por la Editorial Pirineum.
- El Parchís (2007)
- Javier y las carrascas (2007)
- Libretos de algunos de sus espectáculos.
- La lagartija pilla. Tonterías y disparates a base de bien (2021), escrito en solitario por Paco Paricio y publicado por Titiriteros de Binéfar
- El beso de la tarara (2022)

## Palmarés
- Premio en el Certamen Villa de Madrid (1991)
- Premio Aragoneses con Denominación de Origen en 1993
- Premio en el Festival de la Vall d'Albaida (Valencia) (1994)
- Premio en el Festival Internacional de Pècs (Hungría) (1995)
- Seleccionados para participar en el Festival Jim Henson de Nueva York en 1998
- Premio d'o Publico en la Primera Muestra de Teatro Aragonés en Alcañiz (Teruel) (1999)
- Primer Premio al mejor espectáculo en el Festival Internacional de Marionetas de Praga (República Checa) (1999)
- Premio Oasis al mejor espectáculo de animación y Premio Especial (Zaragoza) (2000)
- Premio San Miguel y Mejor espectáculo de sala en la Fira de Teatre de Tárrega (2005)
- Nominación a los premios Max 2006 como mejor espectáculo infantil.
- Premio al mejor espectáculo "Drac d'Or" en la 18 Fira de Teatre de Titelles de Lérida (2007)
- Premio a la Coherencia y al Compromiso Social en la 24 Mostra Internacional de Titelles a la Vall d'Albaida (2008)
- Premio Nacional de Teatro para la Infancia y la Juventud (2009)
- Drac d'Or de les Autonomies en la 22 Fira de Teatre de Titelles de Lleida (2011)
- Medalla al mérito profesional del Gobierno de Aragón (2018)
- Premio Aragón José Antonio Labordeta (2018)
- Premio a la Mejor Iniciativa de programas educativos y de promoción de las artes escénicas para la infancia y juventud en la XXI Feria de Teatro de Castilla y León (2018)
- Premio Farolito en el Festival Internacional del Títere de Sevilla (2019)
- Premio En Clave de Aragón por la promoción del municipio de Abizanda (2020)
- Premio Mejor Directo Confinado en la 22 edición de los Premios de la Música Aragonesa (2021)
- Mejor Espectáculo de Calle en la Feria de Teatro de Castilla y León celebrada en Ciudad Rodrigo (2024)
- Gran Premio y Premio del Jurado Infantil en el Festival Internacional de Teatro de Títeres de Zagreb (2024)